# Premio FIPRESCI alla Mostra del Cinema di Venezia
Ogni anno, a partire dal 1948, alla Mostra internazionale d'arte cinematografica di Venezia alcuni membri della FIPRESCI, federazione internazionale della stampa cinematografica, assegnano un premio a quello che loro ritengono il miglior film, per sostenere il cinema più "rischioso, originale e personale".

## Albo d'oro
| Anno      | Film                                                                                  | Regista                              | Paese                                                       | Sezione                                |
| --------- | ------------------------------------------------------------------------------------- | ------------------------------------ | ----------------------------------------------------------- | -------------------------------------- |
| 1948      | Sotto il sole di Roma                                                                 | Renato Castellani                    | Italia                                                      | Sezione Ufficiale                      |
| 1949      | Non assegnato                                                                         | Non assegnato                        | Non assegnato                                               | Non assegnato                          |
| 1950      | Orfeo (Orphée)                                                                        | Jean Cocteau                         | Francia                                                     | Sezione Ufficiale                      |
| 1951      | Non assegnato                                                                         | Non assegnato                        | Non assegnato                                               | Non assegnato                          |
| 1952      | Le belle della notte (Les Belles de nuit)                                             | René Clair                           | Francia                                                     | Sezione Ufficiale                      |
| 1953-1955 | Non assegnato                                                                         | Non assegnato                        | Non assegnato                                               | Non assegnato                          |
| 1956      | Gervaise                                                                              | René Clément                         | Francia                                                     | Sezione Ufficiale                      |
| 1956      | Calle Mayor                                                                           | Juan Antonio Bardem                  | Spagna                                                      | Sezione Ufficiale                      |
| 1957      | Aparajito                                                                             | Satyajit Ray                         | India                                                       | Sezione Ufficiale                      |
| 1958      | La tana del lupo (Vlcí jáma)                                                          | Jiří Weiss                           | Cecoslovacchia                                              | Sezione Ufficiale                      |
| 1959      | Cenere e diamanti (Popiół i diament)                                                  | Andrzej Wajda                        | Polonia                                                     | Sezione Ufficiale                      |
| 1960      | La carrozzella                                                                        | Marco Ferreri                        | Spagna                                                      | Sezione Ufficiale                      |
| 1960      | Rocco e i suoi fratelli                                                               | Luchino Visconti                     | Italia                                                      | Sezione Ufficiale                      |
| 1961      | Il brigante                                                                           | Renato Castellani                    | Italia                                                      | Sezione Ufficiale                      |
| 1962      | Il coltello nell'acqua (Nóż w wodzie)                                                 | Roman Polański                       | Polonia                                                     | Sezione Ufficiale                      |
| 1963      | La ballata del boia (El verdugo)                                                      | Luis García Berlanga                 | Spagna/ Italia                                              | Sezione Ufficiale                      |
| 1964      | Deserto rosso                                                                         | Michelangelo Antonioni               | Italia                                                      | Sezione Ufficiale                      |
| 1965      | Simon del deserto (Simón del desierto)                                                | Luis Buñuel                          | Messico                                                     | Sezione Ufficiale                      |
| 1966      | La battaglia di Algeri                                                                | Gillo Pontecorvo                     | Italia/ Algeria                                             | Sezione Ufficiale                      |
| 1967      | La Cina è vicina                                                                      | Marco Bellocchio                     | Italia                                                      | Sezione Ufficiale                      |
| 1967      | L'ultimo samurai (Jōi-uchi: Hairyō tsuma shimatsu)                                    | Masaki Kobayashi                     | Giappone                                                    | Sezione Ufficiale                      |
| 1969-1971 | Non assegnato                                                                         | Non assegnato                        | Non assegnato                                               | Non assegnato                          |
| 1972      | Bas ya Bahar                                                                          | Khalid Al Siddiq                     | Kuwait                                                      | Venezia Giovani                        |
| 1972      | Seemabaddha                                                                           | Satyajit Ray                         | India                                                       | Informativa Critici                    |
| 1973-1978 | Non assegnato                                                                         | Non assegnato                        | Non assegnato                                               | Non assegnato                          |
| 1979      | La Nouba des femmes du mont Chenoua                                                   | Assia Djebbar                        | Algeria                                                     | Officina Veneziana                     |
| 1979      | Passe-Montagne                                                                        | Jean-François Stévenin               | Francia                                                     | Sezione Ufficiale                      |
| 1979      | Bougo, les funérailles du vieil Anaï                                                  | Jean Rouch                           | Francia                                                     |                                        |
| 1980      | Alessandro il Grande (Ο Μegalexandros)                                                | Theodoros Angelopoulos               | Grecia                                                      | Sezione Ufficiale                      |
| 1981      | Anni di piombo (Die bleierne Zeit)                                                    | Margarethe von Trotta                | Germania Ovest                                              | Sezione Ufficiale                      |
| 1981      | Eles não usam Black-Tie                                                               | Leon Hirszman                        | Brasile                                                     | Sezione Ufficiale                      |
| 1981      | Ti ricordi di Dolly Bell? (Sjećaš li se Doli Bel)                                     | Emir Kusturica                       | Jugoslavia                                                  | Sezione Ufficiale                      |
| 1982      | Lo stato delle cose (Der Stand der Dinge)                                             | Wim Wenders                          | Germania Ovest/ Portogallo/ Stati Uniti                     | Sezione Ufficiale                      |
| 1982      | Agonia (Agonija)                                                                      | Ėlem Klimov                          | Unione Sovietica                                            | Fuori concorso                         |
| 1983      | La forza dei sentimenti (Die Macht der Gefühle)                                       | Alexander Kluge                      | Germania Ovest                                              | Sezione Ufficiale                      |
| 1983      | Fanny e Alexander (Fanny och Alexander)                                               | Ingmar Bergman                       | Svezia/ Francia/ Germania Ovest                             | Fuori concorso                         |
| 1984      | Heimat                                                                                | Edgar Reitz                          | Germania                                                    | Fuori concorso                         |
| 1984      | Oltre le sbarre (MeAhorei HaSoragim)                                                  | Uri Barbash                          | Israele                                                     | Settimana internazionale della critica |
| 1985      | Senza tetto né legge (Sans toit ni loi)                                               | Agnès Varda                          | Francia                                                     | Sezione Ufficiale                      |
| 1985      | Yesterday                                                                             | Radosław Piwowarski                  | Polonia                                                     | Settimana internazionale della critica |
| 1986      | Il raggio verde (Le Rayon vert)                                                       | Éric Rohmer                          | Francia                                                     | Sezione Ufficiale                      |
| 1986      | Il disordine (Désordre)                                                               | Olivier Assayas                      | Francia                                                     | Settimana internazionale della critica |
| 1986      | Acta General de Chile                                                                 | Miguel Littín                        | Cile/ Spagna                                                | Spazio Libero degli Autori             |
| 1987      | Anayurt Oteli                                                                         | Ömer Kavur                           | Turchia                                                     | Sezione Ufficiale                      |
| 1987      | Lunga vita alla signora!                                                              | Ermanno Olmi                         | Italia                                                      | Sezione Ufficiale                      |
| 1987      | Vzlomščik                                                                             | Valerij Ogorodnikov                  | Unione Sovietica                                            | Settimana internazionale della critica |
| 1988      | Tempi difficili (Tempos difíceis)                                                     | João Botelho                         | Portogallo                                                  | Sezione Ufficiale                      |
| 1988      | Paesaggio nella nebbia (Topio stīn omichlī)                                           | Theodoros Angelopoulos               | Grecia                                                      | Sezione Ufficiale                      |
| 1988      | Belle speranze (High Hopes)                                                           | Mike Leigh                           | Regno Unito                                                 | Settimana internazionale della critica |
| 1988      | La piccola Vera (Malen'kaja Vera)                                                     | Vasilij Pichul                       | Unione Sovietica                                            | Settimana internazionale della critica |
| 1989      | Decalogo (Dekalog)                                                                    | Krzysztof Kieślowski                 | Polonia                                                     | Eventi speciali                        |
| 1989      | Un mondo senza pietà (Un monde sans pitié)                                            | Éric Rochant                         | Francia                                                     | Settimana internazionale della critica |
| 1990      | Mathilukal                                                                            | Adoor Gopalakrishnan                 | India                                                       | Sezione Ufficiale                      |
| 1990      | La stazione                                                                           | Sergio Rubini                        | Italia                                                      | Settimana internazionale della critica |
| 1990      | La timida (La Discrète)                                                               | Christian Vincent                    | Francia                                                     | Settimana internazionale della critica |
| 1991      | Lanterne rosse (Dàhóng dēnglóng gāo gāo guà)                                          | Zhang Yimou                          | Cina                                                        | Sezione Ufficiale                      |
| 1991      | Muno no hito                                                                          | Naoto Takenaka                       | Giappone                                                    | Settimana internazionale della critica |
| 1991      | Drive                                                                                 | Jefery Levy                          | Stati Uniti                                                 | Settimana internazionale della critica |
| 1992      | Un cuore in inverno (Un cœur en hiver)                                                | Claude Sautet                        | Francia                                                     | Sezione Ufficiale                      |
| 1992      | Leon the Pig Farmer                                                                   | Vadim Jean e Gary Sinyor             | Regno Unito                                                 | Settimana internazionale della critica |
| 1992      | Heimat 2 - Cronaca di una giovinezza (Die zweite Heimat - Chronik einer Jugend)       | Edgar Reitz                          | Germania                                                    | Eventi speciali                        |
| 1993      | America oggi (Short Cuts)                                                             | Robert Altman                        | Stati Uniti                                                 | Sezione Ufficiale                      |
| 1993      | Bad Boy Bubby                                                                         | Rolf de Heer                         | Australia/ Italia                                           | Sezione Ufficiale                      |
| 1993      | Le Fils du requin                                                                     | Agnès Merlet                         | Belgio/ Francia                                             |                                        |
| 1994      | Prima della pioggia (Pred doždot)                                                     | Milčo Mančevski                      | Macedonia                                                   | Sezione Ufficiale                      |
| 1994      | Vive l'amour (Àiqíng wànsuì)                                                          | Tsai Ming-liang                      | Taiwan                                                      | Sezione Ufficiale                      |
| 1994      | That Eye, the Sky                                                                     | John Ruane                           | Australia                                                   |                                        |
| 1995      | Cyclo (Xích Lô)                                                                       | Trần Anh Hùng                        | Vietnam/ Francia                                            | Sezione Ufficiale                      |
| 1995      | Al di là delle nuvole                                                                 | Michelangelo Antonioni e Wim Wenders | Francia/ Germania/ Italia                                   | Fuori concorso                         |
| 1996      | Ponette                                                                               | Jacques Doillon                      | Francia                                                     | Sezione Ufficiale                      |
| 1996      | L'Âge des possibles                                                                   | Pascale Ferran                       | Francia                                                     | Finestra sulle Immagini                |
| 1996      | Il vestito (De jurk)                                                                  | Alex van Warmerdam                   | Paesi Bassi                                                 | Corsia di sorpasso                     |
| 1997      | Storie d'amore (Historie miłosne)                                                     | Jerzy Stuhr                          | Polonia                                                     | Sezione Ufficiale                      |
| 1997      | Ventiquattrosette (Twenty Four Seven)                                                 | Shane Meadows                        | Regno Unito                                                 | British Renaissance                    |
| 1997      | Gummo                                                                                 | Harmony Korine                       | Stati Uniti                                                 | Settimana internazionale della critica |
| 1997      | In memoriam Gyöngyössy Imre                                                           | Barna Kabay                          | Ungheria                                                    | Officina Veneziana                     |
| 1998      | La polveriera (Bure baruta)                                                           | Goran Paskaljević                    | Jugoslavia                                                  | Prospettive                            |
| 1998      | Train de vie - Un treno per vivere (Train de vie)                                     | Radu Mihăileanu                      | Francia/ Belgio/ Romania/ Paesi Bassi/ Israele              | Prospettive                            |
| 1999      | Il vento ci porterà via (Bād mā rā khāhad bord)                                       | Abbas Kiarostami                     | Iran                                                        | Sezione Ufficiale                      |
| 1999      | Essere John Malkovich (Being John Malkovich)                                          | Spike Jonze                          | Stati Uniti                                                 | Sogni e visioni                        |
| 2000      | Il cerchio (Dāyereh)                                                                  | Jafar Panahi                         | Iran                                                        | Sezione Ufficiale                      |
| 2000      | Thomas in Love (Thomas est amoureux)                                                  | Pierre-Paul Renders                  | Belgio/ Francia                                             | Cinema del Presente                    |
| 2001      | Innocenza selvaggia (Sauvage Innocence)                                               | Philippe Garrel                      | Francia                                                     | Sezione Ufficiale                      |
| 2001      | Le Souffle                                                                            | Damien Odoul                         | Francia                                                     | Cinema del Presente                    |
| 2002      | Oasis                                                                                 | Lee Chang-dong                       | Corea del Sud                                               | Sezione Ufficiale                      |
| 2002      | Roger Dodger                                                                          | Dylan Kidd                           | Stati Uniti                                                 | Settimana internazionale della critica |
| 2002      | Regno Unito (United Kingdom), episodio di 11 settembre 2001 (11'09"01 - September 11) | Ken Loach                            | Regno Unito                                                 | Eventi speciali                        |
| 2003      | Bú sàn                                                                                | Tsai Ming-liang                      | Taiwan                                                      | Sezione Ufficiale                      |
| 2003      | Matrubhoomi                                                                           | Manish Jha                           | India                                                       | Settimana internazionale della critica |
| 2004      | Ferro 3 - La casa vuota (Bin-jip)                                                     | Kim Ki-duk                           | Corea del Sud                                               | Sezione Ufficiale                      |
| 2004      | Vento di terra                                                                        | Vincenzo Marra                       | Italia                                                      | Orizzonti                              |
| 2005      | Good Night, and Good Luck.                                                            | George Clooney                       | Stati Uniti                                                 | Sezione Ufficiale                      |
| 2005      | L'ignoto spazio profondo (The Wild Blue Yonder)                                       | Werner Herzog                        | Germania/ Regno Unito/ Francia                              | Orizzonti                              |
| 2006      | The Queen - La regina (The Queen)                                                     | Stephen Frears                       | Regno Unito                                                 | Sezione Ufficiale                      |
| 2006      | When the Levees Broke: A Requiem in Four Acts                                         | Spike Lee                            | Stati Uniti                                                 | Orizzonti                              |
| 2007      | Cous cous (La Graine et le Mulet)                                                     | Abdellatif Kechiche                  | Francia                                                     | Sezione Ufficiale                      |
| 2007      | Jimmy Carter Man from Plains (Man from Plains)                                        | Jonathan Demme                       | Stati Uniti                                                 | Orizzonti                              |
| 2008      | Gabbla                                                                                | Tariq Teguia                         | Algeria                                                     | Sezione Ufficiale                      |
| 2008      | Goodbye Solo                                                                          | Ramin Bahrani                        | Stati Uniti                                                 | Orizzonti                              |
| 2009      | Lourdes                                                                               | Jessica Hausner                      | Austria/ Francia                                            | Sezione Ufficiale                      |
| 2009      | Chơi vơi                                                                              | Bùi Thạc Chuyên                      | Vietnam/ Francia                                            | Orizzonti                              |
| 2010      | Silent Souls (Ovsjanki)                                                               | Aleksej Fedorčenko                   | Russia                                                      | Sezione Ufficiale                      |
| 2010      | El sicario - Room 164                                                                 | Gianfranco Rosi                      | Francia/ Stati Uniti                                        | Orizzonti                              |
| 2011      | Shame                                                                                 | Steve McQueen                        | Regno Unito                                                 | Sezione Ufficiale                      |
| 2011      | Two Years at Sea                                                                      | Ben Rivers                           | Regno Unito                                                 | Orizzonti                              |
| 2012      | The Master                                                                            | Paul Thomas Anderson                 | Stati Uniti                                                 | Sezione Ufficiale                      |
| 2012      | L'intervallo                                                                          | Leonardo Di Costanzo                 | Italia/ Svizzera                                            | Orizzonti                              |
| 2013      | Tom à la ferme                                                                        | Xavier Dolan                         | Canada/ Francia                                             | Sezione Ufficiale                      |
| 2013      | Återträffen                                                                           | Anna Odell                           | Svezia                                                      | Settimana internazionale della critica |
| 2014      | The Look of Silence                                                                   | Joshua Oppenheimer                   | Danimarca                                                   | Sezione Ufficiale                      |
| 2014      | Figlio di nessuno (Ničije dete)                                                       | Vuk Ršumović                         | Serbia/ Croazia                                             | Settimana internazionale della critica |
| 2015      | Sangue del mio sangue                                                                 | Marco Bellocchio                     | Italia                                                      | Sezione Ufficiale                      |
| 2015      | Un mercoledì di maggio (Čahāršanbe, 19 ordibehešt)                                    | Vahid Jalilvand                      | Iran                                                        | Orizzonti                              |
| 2016      | Una vita (Une vie)                                                                    | Stéphane Brizé                       | Francia                                                     | Concorso                               |
| 2016      | Kékszakállú                                                                           | Gastón Solnicki                      | Argentina                                                   | Orizzonti                              |
| 2017      | Ex Libris: The New York Public Library                                                | Frederick Wiseman                    | Stati Uniti                                                 | Concorso                               |
| 2017      | Los versos del olvido                                                                 | Alireza Khatami                      | Francia/ Germania/ Paesi Bassi/ Cile                        | Orizzonti                              |
| 2018      | Tramonto (Napszállta)                                                                 | László Nemes                         | Ungheria/ Francia                                           | Concorso                               |
| 2018      | Still Recording                                                                       | Saeed Al Batal e Ghiath Ayoub        | Libano/ Siria/ Francia/ Germania                            | Settimana internazionale della critica |
| 2019      | L'ufficiale e la spia (J'accuse)                                                      | Roman Polański                       | Francia                                                     | Concorso                               |
| 2019      | Blanco en blanco                                                                      | Théo Court                           | Spagna/ Cile                                                | Orizzonti                              |
| 2020      | The Disciple                                                                          | Chaitanya Tamhane                    | India                                                       | Concorso                               |
| 2020      | Dašt-e khāmuš                                                                         | Ahmad Bahrami                        | Iran                                                        | Orizzonti                              |
| 2021      | La scelta di Anne - L'Événement (L'Événement)                                         | Audrey Diwan                         | Francia                                                     | Concorso                               |
| 2021      | Zālāva                                                                                | Arsalan Amiri                        | Iran                                                        | Orizzonti                              |
| 2022      | Argentina, 1985                                                                       | Santiago Mitre                       | Argentina                                                   | Concorso                               |
| 2022      | Autobiography                                                                         | Makbul Mubarak                       | Indonesia/ Francia/ Germania/ Polonia/ Singapore/ Filippine | Orizzonti                              |
| 2023      | Il male non esiste (Aku wa sonzai shinai)                                             | Ryūsuke Hamaguchi                    | Giappone                                                    | Concorso                               |
| 2023      | Una sterminata domenica                                                               | Alain Parroni                        | Italia/ Irlanda/ Germania                                   | Orizzonti                              |
| 2024      | The Brutalist                                                                         | Brady Corbet                         | Stati Uniti                                                 | Concorso                               |
| 2024      | Anul Nou care n-a fost                                                                | Bogdan Mureşanu                      | Romania                                                     | Orizzonti                              |